# Atta vollenweideri
Atta vollenweideri är en myrart som beskrevs av Auguste-Henri Forel 1893. Atta vollenweideri ingår i släktet Atta och familjen myror. Inga underarter finns listade.

## Bildgalleri

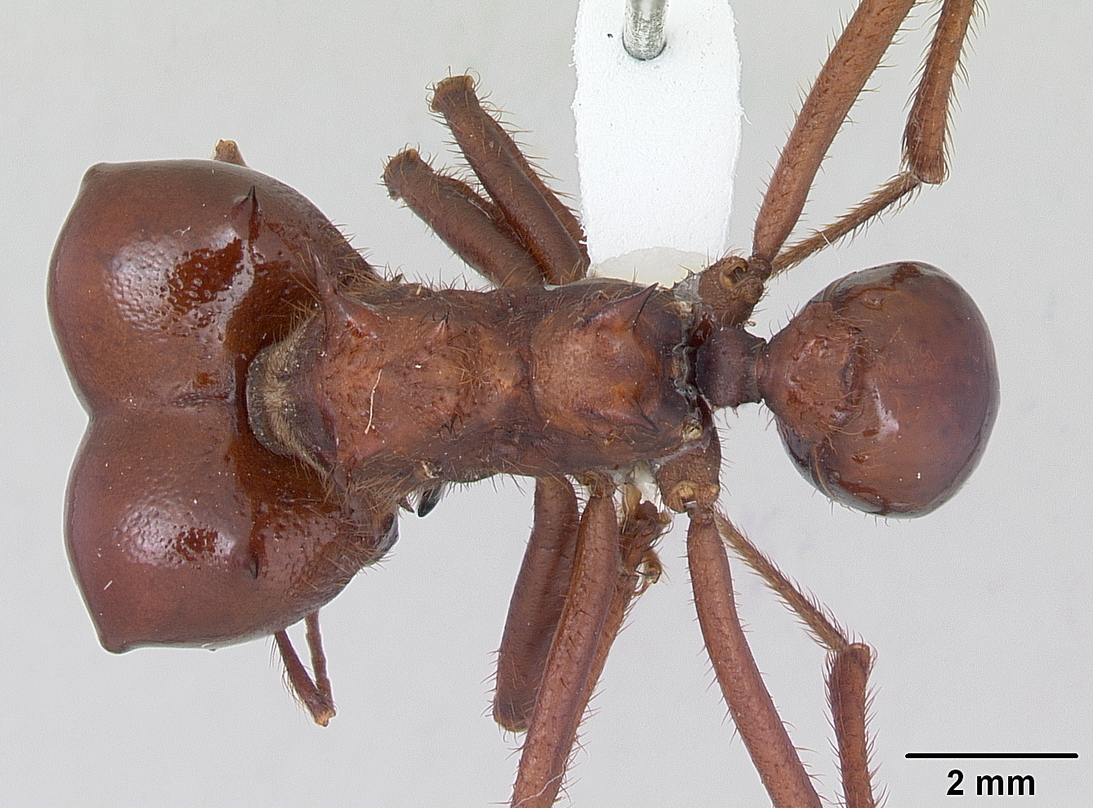
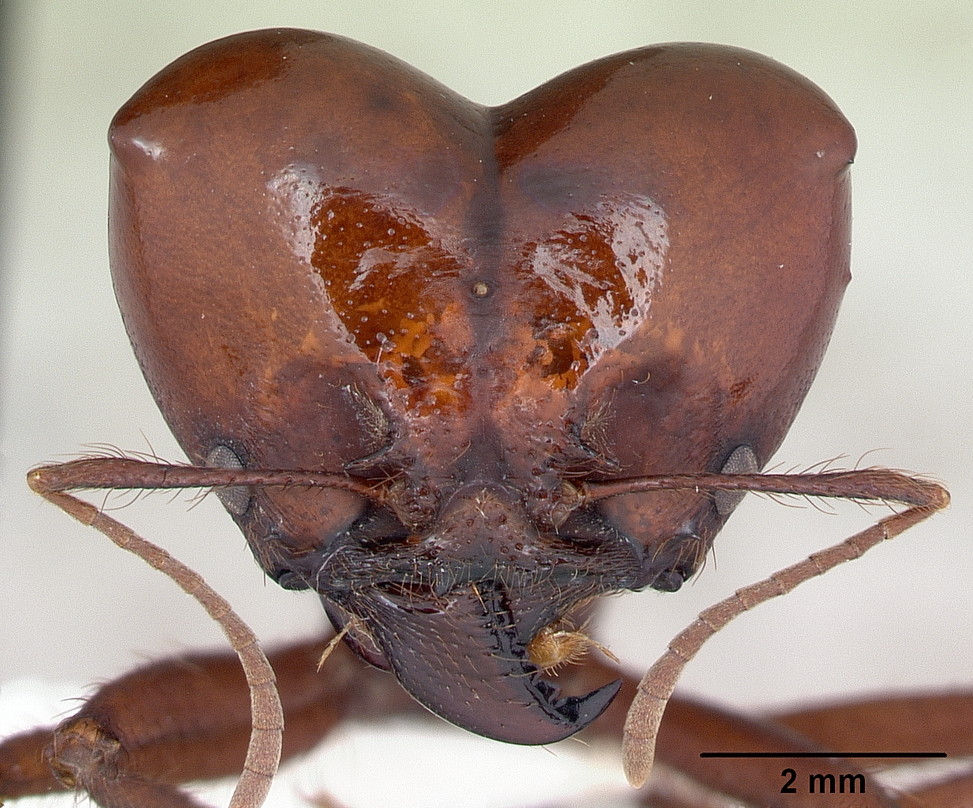
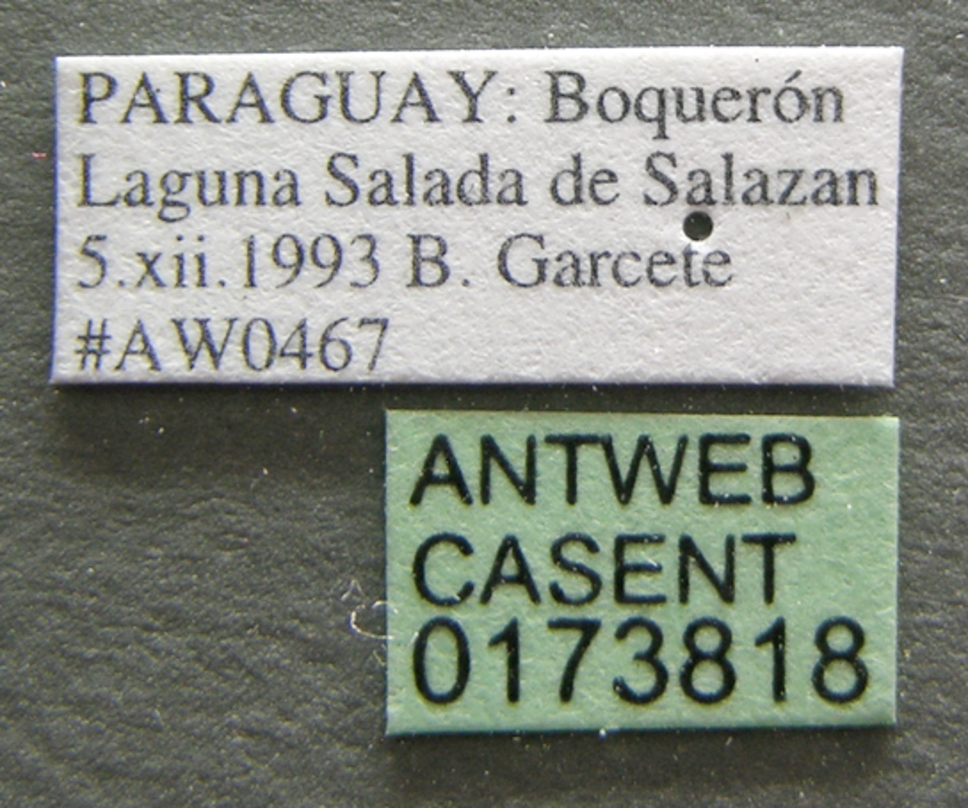
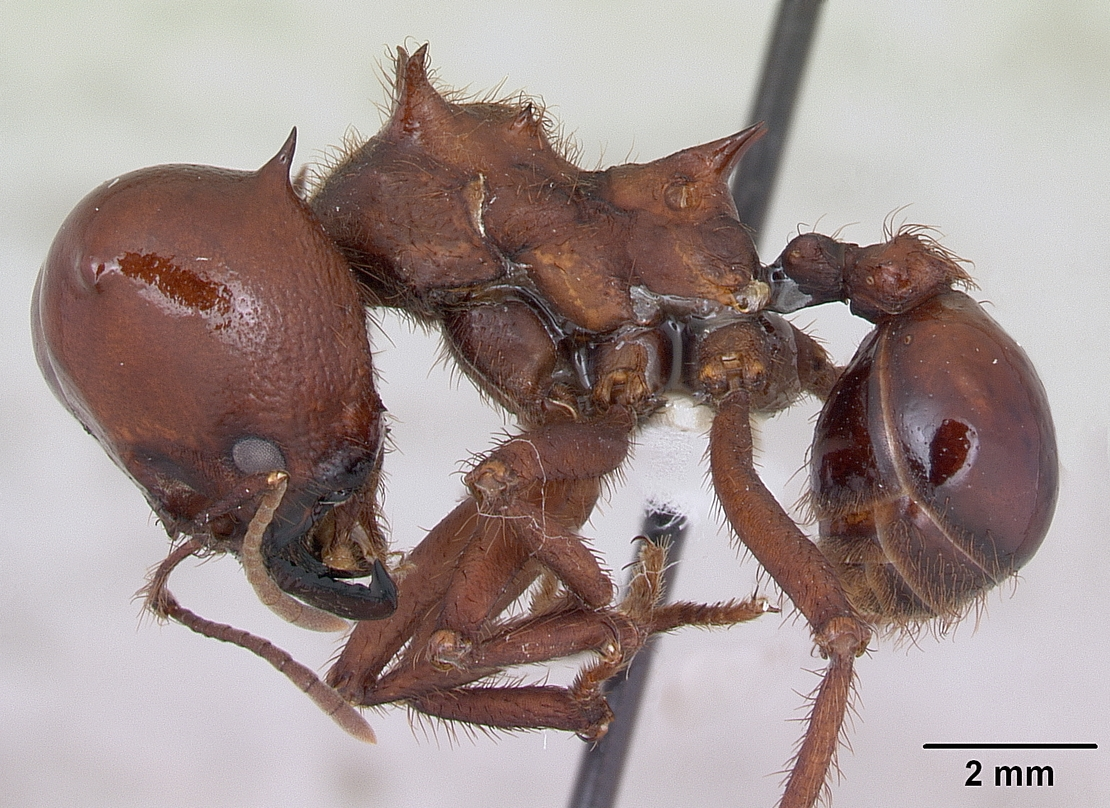
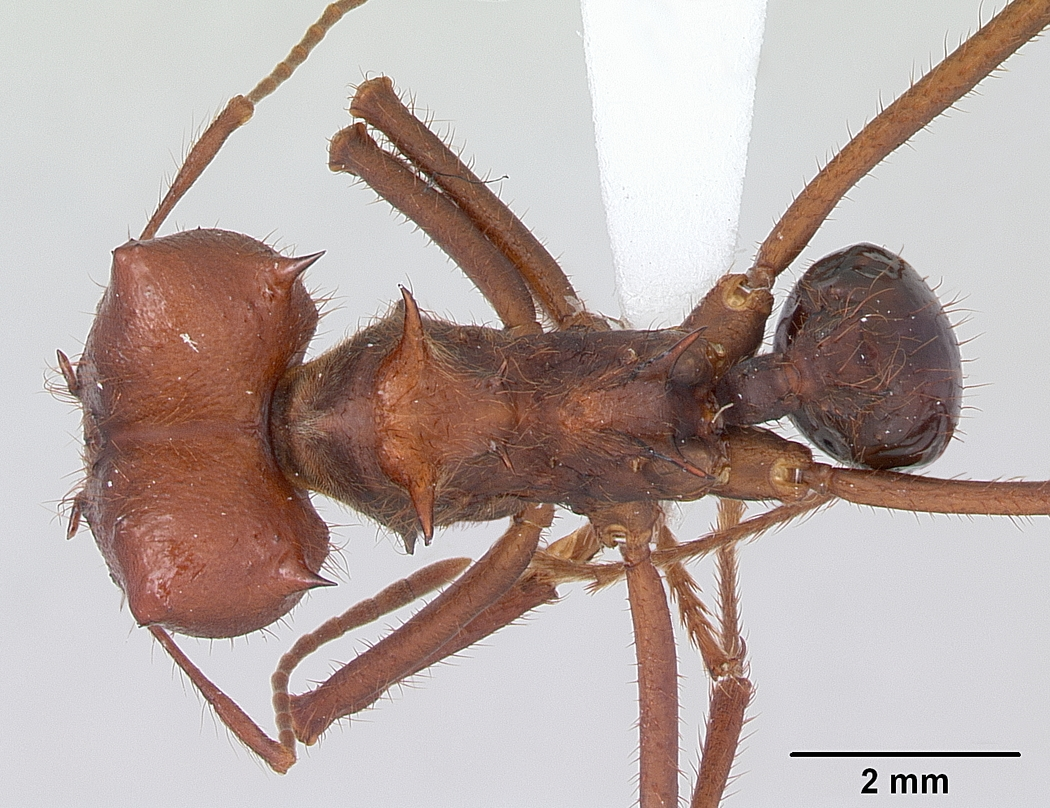
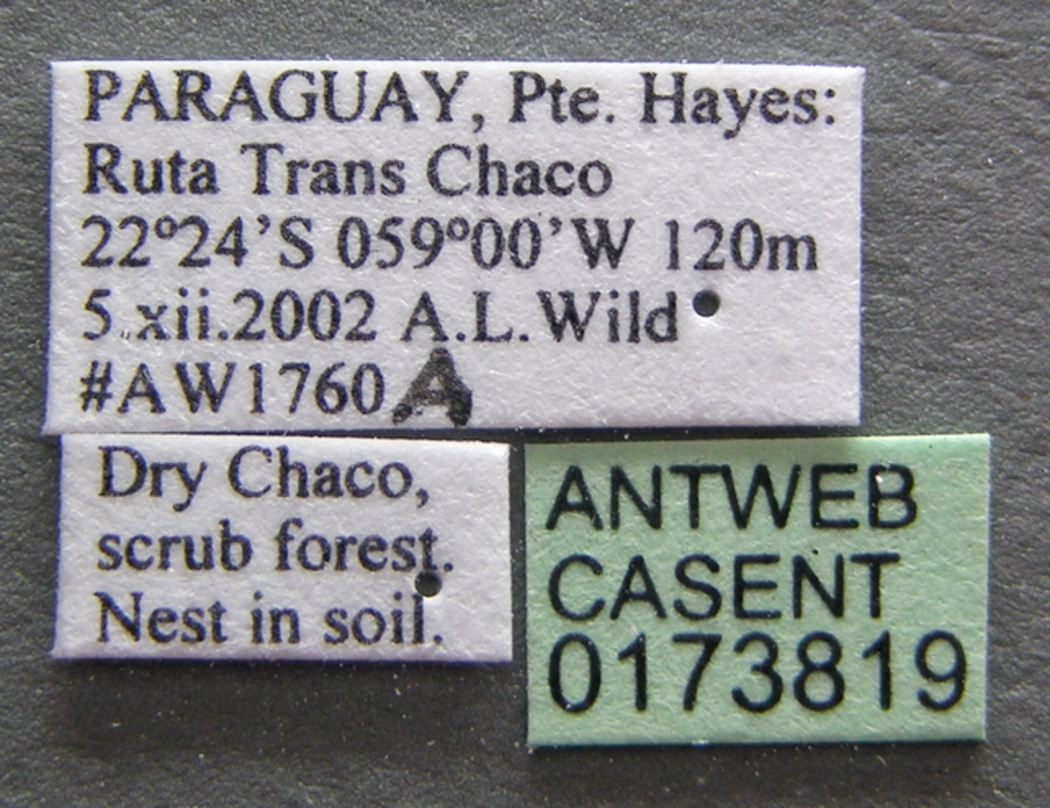